# Christel Buschmann
Pour les articles homonymes, voir Buschmann.
Christel Buschmann, née le 19 mars 1942 à Wismar (Mecklembourg-Poméranie-Occidentale),, est une réalisatrice, productrice, journaliste, écrivaine et traductrice allemande.

## Biographie
Christel Buschmann passe son Abitur à Brême. a étudié la philologie allemande et romane ainsi que la philosophie à Hambourg et à Munich. Elle a été assistante scientifique au Arbeitsstelle für Deutsche Exilliteratur de l'université de Hambourg avec pour professeur Hans Wolffheim,. Elle a également été journaliste et critique littéraire à partir de 1964 dans les journaux Die Zeit, konkret, Tempo (de), Titanic et autres. Elle a fait des recherches sur Sprache und Sprachbildung in der Dichtung Arno Schmidts (litt. « la langue et la formation de la langue dans la poésie d'Arno Schmidt »). Elle a traduit de l'anglais, a réalisé des reportages pour SPIEGEL-TV et a été membre de la rédaction de Bestandsaufnahme : Utopie Film (éd. Alexander Kluge). Elle travaille depuis 1975 comme professeur hôte de dramaturgie dans des écoles de cinéma et elle est active depuis 1976 comme auteure, productrice et réalisatrice de longs métrages. Elle a vécu à Hambourg (1961-1975), Munich (1976 à 1993) et Berlin (1993 à 2007) et vit à nouveau à Munich depuis 2007. Elle est mariée au réalisateur Reinhard Hauff et est mère d'un fils.

## Filmographie sélective
longs métrages de fiction
- 1977 : Der Hauptdarsteller (de) (scénariste)
- 1979 : Die Patriotin (scénariste)
- 1980 : Gibbi Westgermany (de)
- 1980 : Endstation Freiheit de Reinhard Hauff : participante au débat (comme actrice)
- 1982 : Comeback (de)
- 1986 : Auf immer und ewig (de)
- 1987 : Felix – segment Are You Lonesome Tonight?
- 1988 : Let´s kiss and say good-bye
- 1990 : La Dolce Daisy - Die Blume des Bösen
- 1995 : Dandy Of The Dark
- 2003 : Born In Saigon
- 2008 : Play Romeo
- 2014 : Performance 4.48

documentaires
- 1991 : Maschaisk- ein Frauenstraflager in der Sowjetunion
- 1991 : Wunderheiler - Irrationalismus und Religiosität in der Sowjetunion
- 1991 : Der Putsch - 60 Stunden Moskau, August 1991.
- 1991 : Bericht aus einem russischen Straflager für Minderjährige
- 1992 : Wolfgang Joop - Porträt eines Modedesigners
- 1992 : Künstler für den Frieden
- 1993 : Der Fall Nguyen - Analyse eines Verdachts
- 1993 : Kindesmissbrauch
- 1994 : Kongress Kindesmissbrauch
- 1994 : Kindesmisshandlung - Der Missbrauch mit dem Missbrauch
- 1994 : Kindesmissbrauch - Die Rückkehr der verlorenen Kinder
- 1997 : Talking Heads and a Driving Car - Deutsche Regisseure in Hollywood